# Aéroport de Saint-Gall-Altenrhein
Pour les articles homonymes, voir ACH.
L'aéroport Saint-Gall-Altenrhein (en allemand : Flughafen St.Gallen-Altenrhein)  (code IATA : ACH • code OACI : LSZR) est un aéroport situé à Altenrhein (commune de Thal) dans le canton de Saint-Gall dans la Suisse orientale. Il se trouve au bord du lac de Constance, proche de la frontière avec l'Autriche et à 10 km de la ville de Saint-Gall.

## Compagnie aérienne et destinations
| Compagnies | Destinations |
| ---------- | --- |
| People's   | Vienne-Schwechat En saison: - Cagliari, - Céphalonie, - Ibiza, - Minorque-Mahón, - Naples-Capodichino, - Olbia-Costa Smeralda, - Palma de Majorque, - Prévéza-Aktion, - Pula En saison charter: Lamezia Terme |

Edité le 23/12/2022

## Statistiques
Pour des raisons techniques, il est temporairement impossible d'afficher le graphique qui aurait dû être présenté ici.

Voir la requête brute et les sources sur Wikidata.